# Una Marson
Una Marson, född 1905, död 1965, var en jamaicansk feminist, aktivist och författare. Hon producerade dikter, pjäser och radioprogram. Hon blev under 1930-talet en pionjärgestalt inom feminismen på Jamaica, som just då hade börjat uppmärksammas även bland svarta kvinnor. 